# Crypsirina cucullata

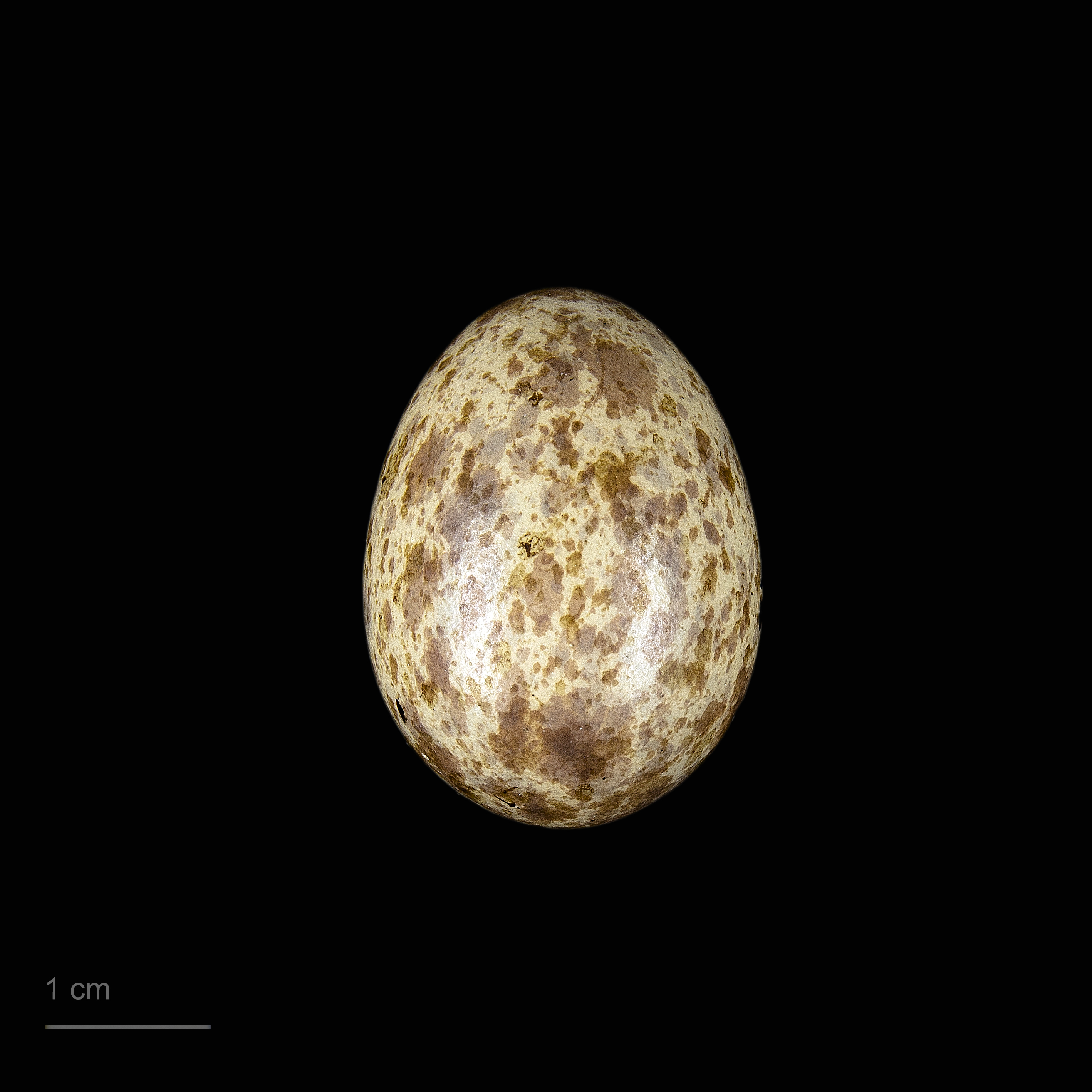
Crypsirina cucullata - (MHNT)

Crypsirina cucullata é uma espécie de ave da família Corvidae.
É endémica de Myanmar.
Os seus habitats naturais são: florestas subtropicais ou tropicais húmidas de baixa altitude e matagal árido tropical ou subtropical.
Está ameaçada por perda de habitat.